# Гюрбюз, Сельма
Сельма Гюрбюз (тур. Selma Gürbüz; 1960[…], Стамбул — 22 апреля 2021) — турецкая художница и скульпторша.

## Биография
Гюрбюз родилась в Стамбуле в 1960 году. Она изучала живопись, фотографию и театр в Эксетерском колледже искусств и дизайна в Англии в 1978 году и продолжала там обучение живописи и скульптуре с 1980 по 1982 года. В 1984 году она окончила факультет изящных искусств Университета Мармара, отделение живописи. Свою первую персональную выставку провела в Стамбуле в 1986 году.
Она была одним из ведущих современных художников Турции, и её работы находятся в коллекциях Британского музея в Лондоне, Фонда Магта в Париже, СантральИстанбула, Истанбул Модерна, и Университета Билги в Стамбуле, а также в Государственном музее изобразительного искусства и скульптуры в Анкаре. Она также провела выставки в Париже, Риме, Барселоне и Буэнос-Айресе.
Помимо картин, Гюрбюз занималась скульптурой, плетением и гравюрами. Она также работала художественным руководителем фильмов Омера Кавура «Akrebin Yolculuğu» («Путешествие скорпиона», 1997) и «Karşılash » («Встреча», 2002).
Гюрбюз заняла 425-е место в списке 500 самых продаваемых современных художников мира по версии Artprice в 2016 году.
Пережив три года лечения от рака, Гюрбюз, в возрасте 61 года, умерла от COVID-19 в Стамбуле 22 апреля 2021 года.